# Здание генерального консульства Японии
Здание генерального консульства Японии — бывшее здание консульства Японии во Владивостоке. Построено в 1916 году по проекту архитектора Якоба Шафрата. Историческое здание по адресу Океанский проспект, 7 сегодня является объектом культурного наследия Российской Федерации.

## История
В начале XX века Владивосток стал центром японской иммиграции, принимая, по меньшей мере, 3,5 тыс. выходцев из этой страны. На подработку в город приезжали ремесленники, торговцы, прачки, парикмахеры. Особенно востребованными были японские каменщики, плотники, шлюпочники и портные. Со временем во Владивостоке сформировалась достаточно крупная японская община со своими интересами и ценностями. Японской диаспоре требовалась помощь и защита при решении бюрократических вопросов, возникла необходимость решения острых дипломатических вопросов.
Первым представителем интересов японской общины стал японский коммерческий агент Саваки-сан. В 1876 году он купил участок земли на углу Океанского проспекта и улицы адмирала Фокина (тогда Китайской и Пекинской улиц), на котором возвёл небольшой деревянный дом и вывесил японский флаг. В 1912 году между Россией и Японией был заключён торговый договор и подписано соглашение о консульских представительствах, согласно которому во Владивостоке было открыто генеральное консульство Японии. В 1914 году по просьбе японского консула городская управа отвела участок для строительства здания нового консульства. Проектировал здание приглашённый японской стороной архитектор Якоб Шафрат, работавший ранее в Маньчжурии. Закладка здания состоялась в мае 1915 года, а закончилось строительство в 1916 году. 
В тридцатые годы отношения между СССР и Японией обострились, консульство начали подозревать в наблюдении за акваторией бухты Золотой Рог. В 1945 году японское консульство было закрыто. Сегодня в здании размещается гражданская коллегия Приморского краевого суда.

## Архитектура
Здание двухэтажное, Г-образное в плане. Выстроено из кирпича под штукатурку и с цоколем из грубообработанных гранитных глыб. В архитектурно-композиционном плане в здании угадываются мотивы античной архитектуры. Главный фасад выделен шестиколонным портиком дорического ордера с треугольным фронтоном, над которым возвышается статуя богини победы Никки. В угловой цилиндрической ротонде размещён главный вход в здание. Входной портал обрамляют массивные пилоны из грубообтёсанных блоков гранита, увенчанных статями крылатых грифонов. Фасады декорированы фризами с орнаментом вида меандр, картушами, маскеронами.         